# 何塞·科斯塔
何塞·阿尔贝托·巴罗索·马查多·埃科斯塔（José Alberto Barroso Machado e Costa，1953年10月31日—）是一名葡萄牙已退役足球运动员，退役前司职左边锋，退役後何塞·科斯塔成為了一名足球教练。